# Stazione di Taccone
La stazione di Taccone è una stazione ferroviaria della ferrovia Altamura-Avigliano-Potenza, gestita dalle Ferrovie Appulo Lucane. Serve la località di Borgo Taccone, frazione di Irsina, in provincia di Matera.